# Pełcznica (Świebodzice)
Pełcznica (česky Polžnice, německy Polsnitz bei Freiburg) je část města Świebodzice nacházející se na jihozápadě Polska v okrese Svídnice v Dolnoslezském vojvodství.
Pełcznica byla kdysi samostatnou obcí. Nejstarší záznamy o obci pocházejí z 13. století, v nichž je název uváděn jako Polisnice. V blízkosti se nachází zámek Książ, největší zámek Dolního Slezska.